# Helmut Gansauge
Helmut Gansauge (* 3. Juli 1909 in Dresden; † 23. Juli 1934 ebenda) war ein deutscher Antifaschist und Widerstandskämpfer gegen den Nationalsozialismus.

## Leben

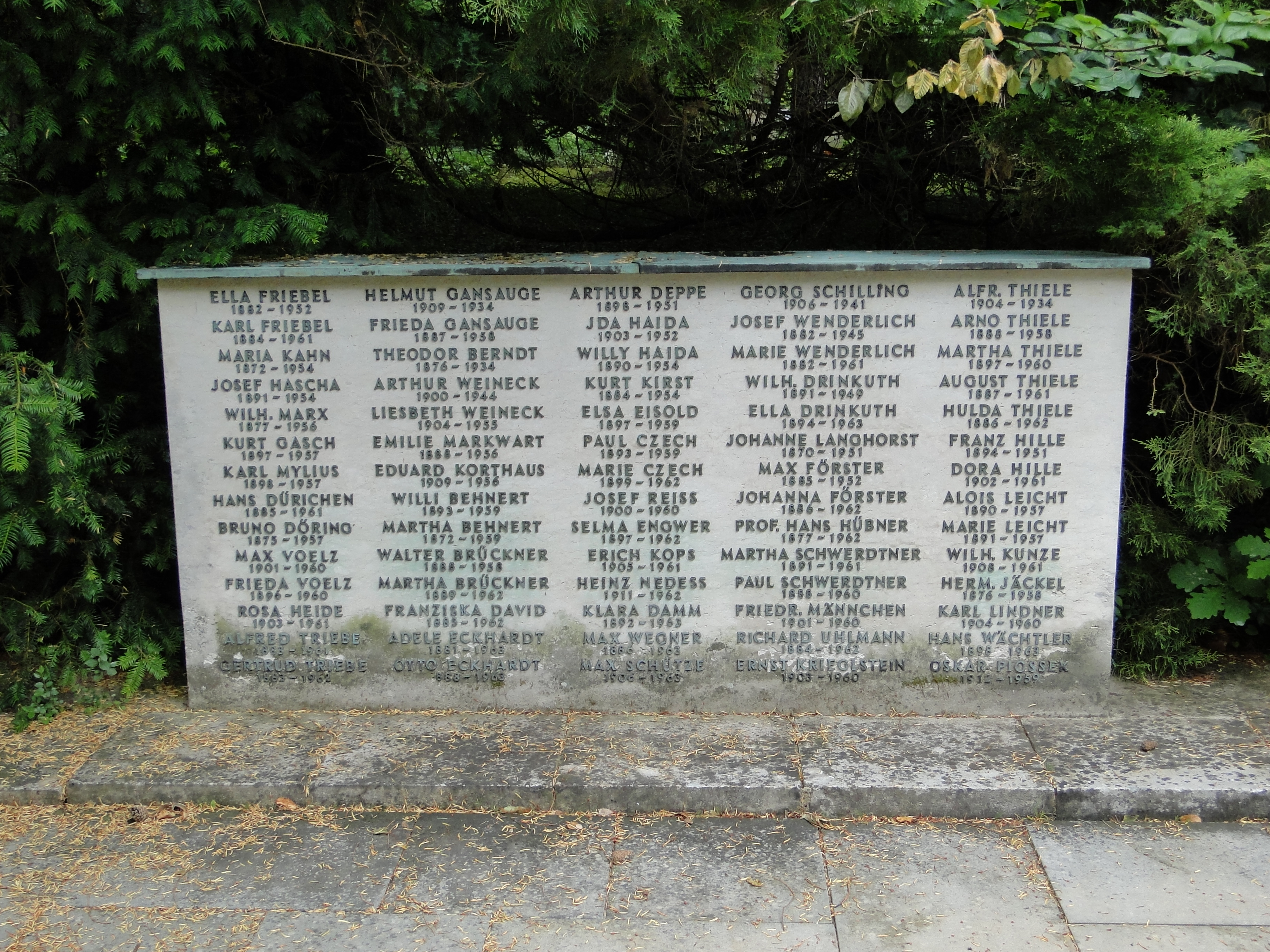
Grab von Helmut Gansauge auf dem Heidefriedhof

Gansauge kam 1909 als erstes von vier Kindern in ärmlichen Verhältnissen zur Welt. Sein Vater war häufig arbeitslos, während die Mutter Frieda Gansauge Geld als Plätterin verdiente. Eingeschult wurde Gansauge 1916 in Lausa bei Dresden; zwei Jahre später zog die Familie zurück nach Dresden. Gansauges Eltern waren politisch aktiv: Der Vater war Mitglied des Spartakusbundes und nach dem Kieler Matrosenaufstand in den Soldatenrat berufen worden; die Mutter war Mitglied der KPD und wurde in Dresden Mitbegründerin der Kommunistischen Kindergruppen. Schon im Kinder- und Jugendlichenalter verrichtete Gansauge Hilfsarbeiten in der KPD; ab 1923 diente er als Kurier. Nach Ende der Volksschule begann Gansauge 1925 eine Lehre zum Buchdrucker, die er 1927 vorzeitig beenden musste. Er arbeitete in der Folgezeit unregelmäßig als Hilfsarbeiter in Druckereien.
Ab Mitte der 1920er-Jahre und schon während seiner Lehrzeit war Gansauge im Kommunistischen Jugendverband aktiv und wurde Mitglied des Sprechchores des Verbandes, aus dem sich 1927 die Agitprop-Gruppe Rote Raketen entwickelte. Er wurde der zweite Leiter der Gruppe, die ab 1928 die „bedeutendste Agitprop-Truppe der Partei in Sachsen“ war und bis 1933 „weit über Dresden und Sachsen hinaus bekannt“ wurde. Auftritte mit den Roten Raketen führten Gansauge bis nach Mitteldeutschland und Berlin.
Nach der Machtergreifung der Nationalsozialisten wurde Gansauge Mitglied der Vereinigten Kletterabteilung in Dresden und beteiligte sich aktiv am Widerstandskampf. Er wurde bereits am 21. März 1933 verhaftet und zunächst im Volkshaus und nach vier Tagen im Dresdner Polizeipräsidium verhört und misshandelt. Er wurde 1933 in das KZ Hohnstein gebracht und schwer erkrankt Ende November entlassen. Während seiner Haftzeit war auch seine Mutter inhaftiert worden. Bereits im Dezember 1933 folgte die zweite Verhaftung Gansauges, der erst nach mehreren Wochen Haft das Polizeipräsidium verlassen durfte. Gansauge verstarb im Sommer 1934 infolge einer Lungenentzündung, wobei sein Körper zu dieser Zeit „durch die Haft und die Folterungen stark geschwächt… [und] nicht widerstandsfähig“ war. Gansauges Urnengrab befindet sich im Ehrenhain des Dresdner Heidefriedhofs.

## Gedenken

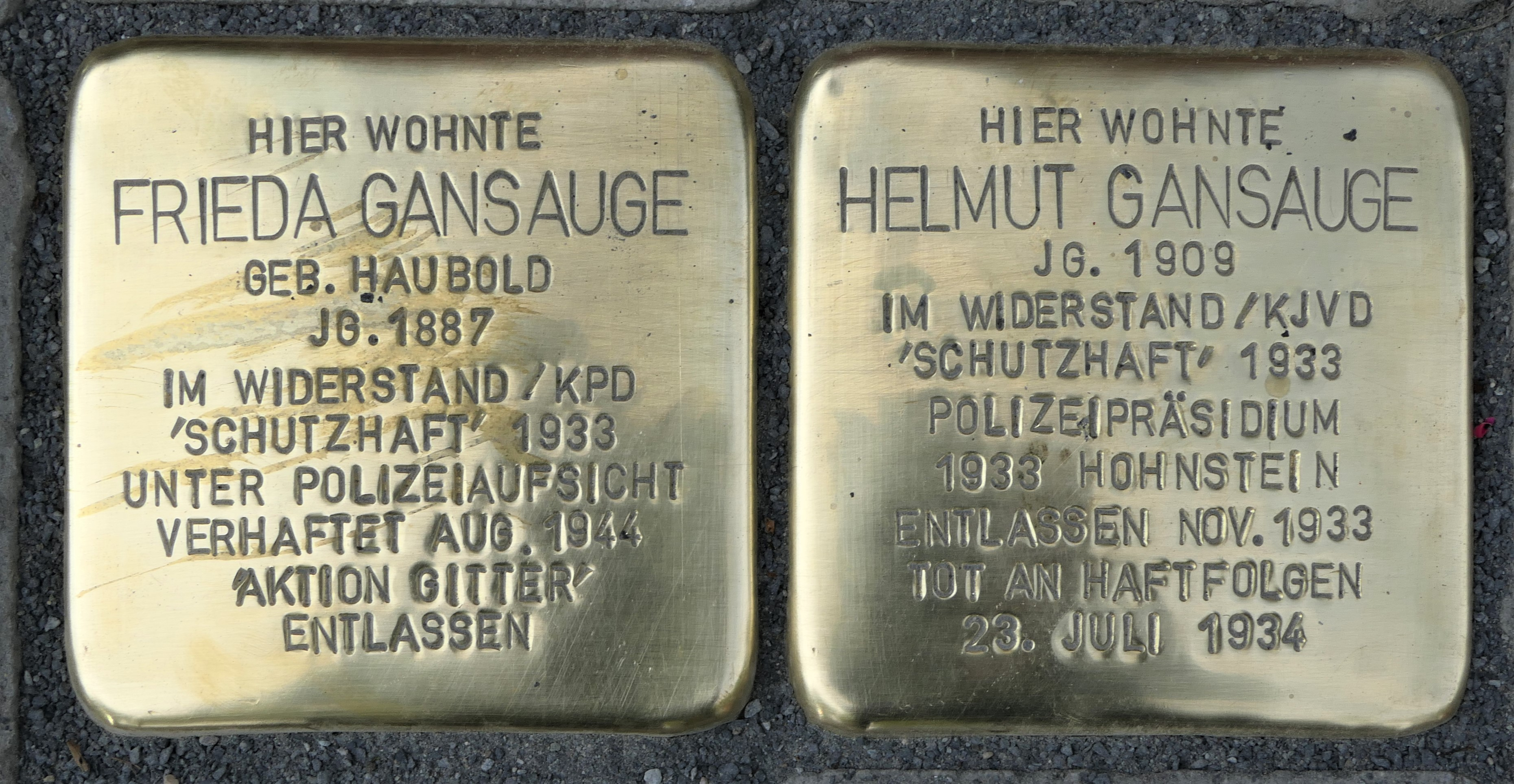
Stolpersteine für Frieda und Helmut Gansauge in Dresden-Prohlis, in der Nähe des Hülße-Gymnasiums

In der DDR trugen verschiedene Einrichtungen den Ehrennamen „Helmut Gansauge“: Die Deutsche Reichsbahn unterhielt mit dem Ingenieurbaubetrieb Dresden in Johanngeorgenstadt das Ferienheim „Helmut Gansauge“. Die VVN-Ortsgruppe in Dresden trug ebenfalls den Ehrennamen „Helmut Gansauge“. Seit 2022 erinnern zwei Stolpersteine im Dresdner Stadtteil Prohlis an Helmut Gansauge und seine Mutter.